# 자유 문화 운동

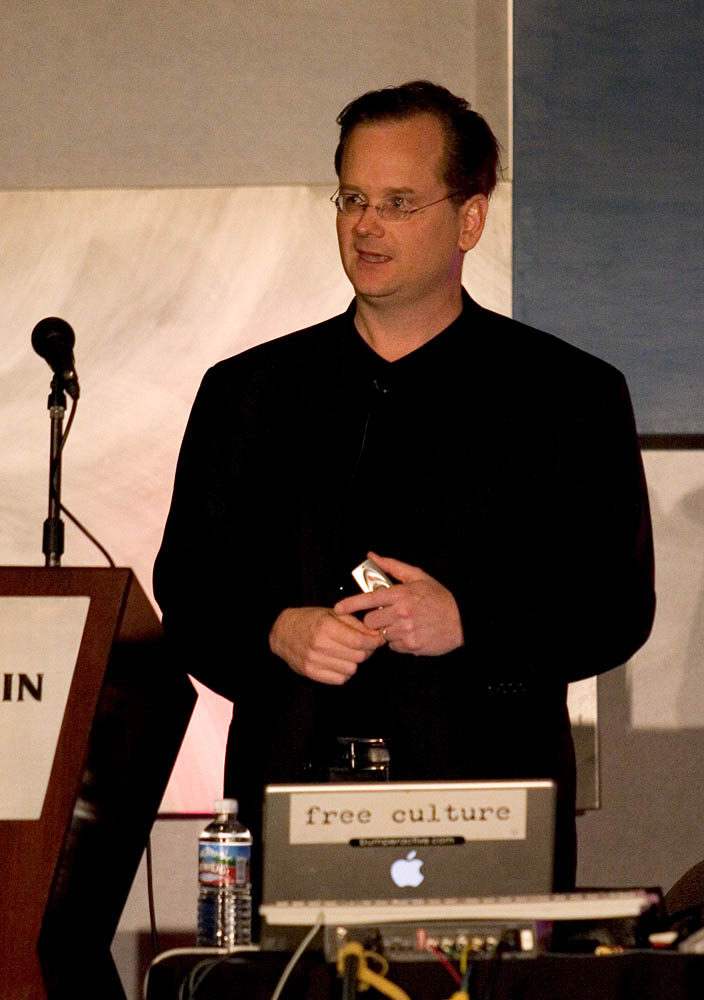
'자유 문화'라고 쓰인 노트북을 앞에 두고 서 있는 로렌스 레식

자유 문화 운동(free-culture movement)은 창조적 저작물을 인터넷과 그 밖의 매체를 이용해 자유 콘텐츠로 배포하고 수정하는 자유를 증진하는 사회 운동이다.
이 운동은 과도한 저작권법에 반대한다. 이 운동에 참여하는 많은 사람은 일부 제한적인 저작권법이 창조적 행위를 방해한다고 주장하며 이러한 체제를 '허가 문화'라고 부른다.
크리에이티브 커먼즈는 로렌스 레식이 시작한 잘 알려진 단체이다. 이 단체의 웹사이트에서는 다양한 조건에 따라 공유할 수 있게 하는 라이선스를 제시하며 그 라이선스를 따르는 저작물을 온라인에서 찾아 볼 수도 있게 하고 있다.
자유 문화 운동은 생각의 자유로운 소통이라는 기풍이 있는데 자유 소프트웨어 운동과 결합하여 완전체가 된다. GNU 프로젝트 창시자이자 자유 소프트웨어 운동가인 리처드 스톨먼이 정보를 자유롭게 공유하는 것을 옹호한다. 그가 자유 소프트웨어에서 ‘자유(free)’는 ‘무료 맥주’에서와 같은 ‘무료’가 아닌 ‘언론 자유’에서와 같은 ‘자유’라고 말한 것이 유명하다.
오늘날 ‘자유 문화’라는 말은 수많은 운동을 상징한다. 예를 들면 해커 컴퓨팅 문화, 지식확산운동(access to knowledge movement), 카피레프트 운동 등이 있다.
‘자유 문화’라는 말은 원래 자유 문화 운동의 창시자인 로렌스 레식이 써서 2004년에 인터넷에 공개한 책의 제목이었다.

## 조직
자유 문화와 관련이 있는 조직은 로렌스 레식이 창립한 크리에이티브 커먼즈이다. 로렌스 레식은 하버드 대학교 로스쿨 교수로 자유 소프트웨어 운동에서도 중요한 위상을 차지하고 있다. 크리에이티브 커먼즈의 초창기에는 자유 소프트웨어 재단의 설립자인 리처드 스톨먼과 자유 소프트웨어 운동의 도움을 받았다.

## 같이 보기
- GNU 프로젝트
- 자유 소프트웨어 재단